# امیروو (شهرستان ایگلینسکی، باشقیرستان)
امیروو (انگلیسی: Amirovo, Iglinsky District, Republic of Bashkortostan) یک شهرک در شهرستان ایگلینسکی استان باشقیرستان کشور روسیه است.